# Richard Montanari
Richard Montanari (* 6. Dezember 1952 in Cleveland, Ohio) ist ein US-amerikanischer Schriftsteller, Drehbuchautor und Essayist. Mittlerweile sind bereits mehrere seiner Werke in Deutschland, Österreich und der Schweiz erschienen. Sein letztes, 2016 auf Deutsch erschienenes Buch heißt Tanz der Toten und ist der bisher achte Teil der Krimi-Reihe mit Byrne und Balzano.

## Leben
Montanari beendete seine akademische Laufbahn ohne Abschluss und reiste durch Europa, um anschließend, nachdem er eine Weile in London lebte, in die USA zurückzukehren und in das Familiengeschäft einzusteigen. Er arbeitete einige Zeit als freier Journalist, unter anderem für die Chicago Tribune, bis er schließlich sein erstes Buch, Deviant Way bei Simon & Schuster veröffentlichte. Nach dem Erfolg dieses Romans, für den er 1996 mit dem Online Mystery Award ausgezeichnet wurde, veröffentlichte er weitere Kriminalromane. Seine ersten drei Kriminalromane, von denen nur der zweite beim Heyne Verlag als deutschsprachige Ausgabe mit dem Titel Violett ist die Nacht veröffentlicht wurde, spielen in Cleveland; Protagonist ist der Kriminalbeamte Jack Paris. Die folgenden sieben Kriminalromane spielen in Philadelphia, Hauptfiguren sind das Ermittlerpaar Kevin Byrne und Jessica Balzano, beide Detectives der Mordkommission von Philadelphia.

## Werke
Englische Original-Ausgaben:
- Don't Look Now (erster Titel: Deviant Way), Simon und Schuster, 1995, ISBN 0-684803577 (Paperback)
- The Violet Hour, Avon Books, 1998, ISBN 0-380795329 (Paperback)
- Kiss of Evil, William Morrow, 2001, ISBN 0-380975939 (Paperback)
- The Rosary Girls, Arrow, 2005, ISBN 978-0099486886 (Paperback)
- The Skin Gods, Arrow, 2006, ISBN 0-345470982 (Paperback)
- Broken Angels (erster Titel: Merciless), Arrow, 2007, ISBN 978-0099499824 (Paperback)
- Play Dead (erster Titel: Badlands), Arrow, 2008, ISBN 978-0099538622 (Paperback)
- The Devil's Garden, Arrow, 2009, ISBN 978-0099524779 (Paperback)
- The Echo Man, Arrow, 2011, ISBN 978-0099524786 (Paperback)
- The Killing Room, Sphere, 2013, ISBN 978-0751550207 (Paperback)
- The Stolen Ones, Sphere, 2014, ISBN 978-0751549287 (Paperback)
- The Doll Maker, Sphere, 2015, ISBN 978-0751549331 (Paperback)
- Shutter Man, Sphere, 2015, ISBN 978-0751549362 (Paperback)

Deutsche Übersetzungen:
- Violett ist die Nacht (original: The Violet Hour), Heyne, 2000, ISBN 978-3453152229
- Cruzifix – Balzano & Byrne, Band 1 (original: The Rosary Girls), Bastei-Lübbe, 2006, ISBN 978-3404155545
- Mefisto – Balzano & Byrne, Band 2 (original: The Skin Gods), Bastei-Lübbe, 2007, ISBN 978-3404156771
- Lunatic – Balzano & Byrne, Band 3 (original: Broken Angels), Bastei-Lübbe, 2008, ISBN 978-3785723241
- Septagon – Balzano & Byrne, Band 4 (original: Play Dead), Bastei-Lübbe, 2009, ISBN 978-3785723654
- Im Netz des Teufels (erster Titel: Die Gärten des Teufels, original: The Devil's Garden), Bastei-Lübbe, 2011, ISBN 978-3404165971
- Echo des Blutes – Balzano & Byrne, Band 5 (original: The Echo Man), Bastei-Lübbe, 2012, ISBN 978-3404167784
- Der Teufel in Dir – Balzano & Byrne, Band 6 (original: The Killing Room), Bastei-Lübbe, 2014, ISBN 978-3404169313
- Der Abgrund des Bösen – Balzano & Byrne, Band 7 (original: The Stolen Ones), Bastei-Lübbe, 2015, ISBN 978-3404172269
- Tanz der Toten – Balzano & Byrne, Band 8 (original: The Doll Maker), Bastei-Lübbe, 2016, ISBN 978-3404173730
- Shutter Man – Balzano & Byrne, Band 9 (original: Shutter Man), Bastei-Lübbe, 2017, ISBN 978-3404175659

Die neun Bände der Balzano & Byrne-Reihe sowie Im Netz des Teufels sind im Bastei Lübbe Verlag außerdem in Form einer digitalen Ausgabe erschienen.